# Pokémon: Johto League Champions
Pokémon: Johto League Champions is het vierde seizoen van de animatieserie Pokémon. Dit seizoen wordt opgevolgd door Pokémon: Master Quest, en voorafgegaan door Pokémon: The Johto Journeys. De Amerikaanse productie lag in handen van 4Kids Entertainment.

## Uitzending
Dit seizoen werd oorspronkelijk uitgezonden in dagelijkse uitzending (doordeweeks) in het jaar 2002 op kinderzender Fox Kids, gevolgd door enkele herhalingen op dezelfde zender. Is in 2008 ook nog herhaald door Jetix en in 2011 door Disney XD, het 24/7 digitale kanaal.

## Verhaallijn
Ash en zijn vrienden reizen verder door de Johto-regio op zoek naar nieuwe gyms, met nieuwe gymleiders en nieuwe gymbadges.

## Rolverdeling
| Hoofdrollen      | Hoofdrollen        | Hoofdrollen        | Hoofdrollen        |
| Personage        | Nederlandse versie | Amerikaanse versie | Japanse versie     |
| ---------------- | ------------------ | ------------------ | ------------------ |
| Verteller        | Jeroen Keers       | Rodger Parsons     | Unshō Ishizuka     |
|                  |                    |                    |                    |
| Ash Ketchum      | Christa Lips       | Veronica Taylor    | Rica Matsumoto     |
| Misty            | Marlies Somers     | Rachael Lillis     | Mayumi Iizuka      |
| Brock            | Fred Meijer        | Eric Stuart        | Yuji Ueda          |
|                  |                    |                    |                    |
| Pikachu          | Ikue Ōtani         | Ikue Ōtani         | Ikue Ōtani         |
| Jessie           | Hilde de Mildt     | Rachael Lillis     | Megumi Hayashibara |
| James            | Bram Bart          | Eric Stuart        | Miki Shinichirou   |
| Meowth           | Jan Nonhof         | Maddie Blaustein   | Inuko Inuyama      |
|                  |                    |                    |                    |
| Zuster Joy       | Mandy Huydts       | Megan Hollingshead | Ayako Shiraishi    |
| Agent Jenny      | Edna Kalb          | Lee Quick          | Chinami Nishimura  |
| Gary Oak         | Bram Bart          | Jimmy Zoppi        | Yuko Kobayashi     |
| Delia Ketchum    | Beatrijs Sluijter  | Veronica Taylor    | Masami Toyoshima   |
| Professor Oak    | Jon van Eerd       | Stan Hart          | Unshô Ishizuka     |
| Jigglypuff       | Rachael Lillis     | Rachael Lillis     | Mika Kanai         |
| Stadionomroeper  | Olaf Wijnants      | ???                | ???                |
| Dexter (PokéDex) | Jon van Eerd       | Eric Stuart        | Shinichirō Miki    |
| Tracey           | Rolf Koster        | Ted Lewis          | Tomokazu Seki      |
| Todd             | Pepijn Gunneweg    | Jimmy Zoppi        | Kappei Yamaguchi   |
|                  |                    |                    |                    |
| overige          | ???                |                    |                    |

## Muziek

### Leader
De Nederlandstalige leader Geboren Winnaar, naar het Nederlands bewerkt door Niki Romijn, is ingezongen door Herman van Doorn. Het liedje werd gecomponeerd door John Siegler en David Rolfe en is een bewerking van het Amerikaanse origineel Born To Be A Winner. Het liedje duurt vijf-en-veertig seconden in totaal. De originele Amerikaanse versie bevat wel een langere versie, maar deze is nog niet bewerkt naar het Nederlands. Wel is er een alternatieve versie deel van de vierde film Pokémon 4Ever, maar deze bevat een alternatieve zanger met een alternatieve zangstijl en een alternatieve vertaling van de liedtekst.
Seizoen vier, refrein:

Ik ben een geboren winnaar

Ik ben een geboren kampioen

Ik ben een geboren winnaar

Geboren om iets goeds te doen
Film vier, refrein:

Want ik ben een winnaar

Want ik ben een kampioen

Want ik ben een winnaar

Want ik zal de beste zijn

### Cd
De leader Geboren Winnaar is nog niet uitgebracht op cd.

## Dvd-uitgave
In Nederland is het vierde seizoen niet uitgebracht op dvd.

## Afleveringen
| Seizoen 4 Pokémon: Johto League Champions | Seizoen 4 Pokémon: Johto League Champions | Seizoen 4 Pokémon: Johto League Champions | Seizoen 4 Pokémon: Johto League Champions |
| Nr.                                       | Afleveringtitel                           | Nr.                                       | Afleveringtitel                           |
| ----------------------------------------- | ----------------------------------------- | ----------------------------------------- | ----------------------------------------- |
| 01                                        | Een gouden kans in Goldenrod              | 27                                        | Het is niet alles goud wat er blinkt      |
| 02                                        | Hoe een haas een koe vangt                | 28                                        | Het fantastische licht                    |
| 03                                        | Met een zucht in de lucht                 | 29                                        | OntBEERingen                              |
| 04                                        | Een feestje om een beestje                | 30                                        | Ontroerende plaatjes                      |
| 05                                        | Typecasting                               | 31                                        | Naar de bron                              |
| 06                                        | Fossielenjagers                           | 32                                        | En... vast!                               |
| 07                                        | We gaan door!                             | 33                                        | Gestolen stenen!                          |
| 08                                        | Een complot in het slot                   | 34                                        | De Dunsparce-desillusie                   |
| 09                                        | Twee treffers en een misser               | 35                                        | De weerbarstige Wobbuffet                 |
| 10                                        | Een heet watergevecht                     | 36                                        | Ziek zijn                                 |
| 11                                        | Een haak, een lijn en een grote bek       | 37                                        | Meesters in de ring                       |
| 12                                        | De schoonheid en de fokker                | 38                                        | De Poké-woordvoerder                      |
| 13                                        | Een betere pil                            | 39                                        | Alles is onder controle                   |
| 14                                        | Elektrische spanning                      | 40                                        | De kunst van Pokémon                      |
| 15                                        | Bergen in zicht                           | 41                                        | Brock's liefdesverdriet                   |
| 16                                        | Wobbu-beulen                              | 42                                        | Schokkende dingen                         |
| 17                                        | Imitatie-confrontatie                     | 43                                        | Bayleef en leed                           |
| 18                                        | Problemen met Snubbull                    | 44                                        | Iets Natu-uurlijker wijs doen             |
| 19                                        | Ariados, Amigos                           | 45                                        | De grote luchtballonrace                  |
| 20                                        | Vleugel enzo                              | 46                                        | De zonde van de filmacteur                |
| 21                                        | De grasroute                              | 47                                        | Goed zo, Rhydon!                          |
| 22                                        | De appelcorporatie!                       | 48                                        | De Kecleon-kaper                          |
| 23                                        | Houndoom's speciale bezorging             | 49                                        | Joy en de Water-Pokémon                   |
| 24                                        | Het spookt hier                           | 50                                        | Heb je Miltank?                           |
| 25                                        | Van spook naar spook                      | 51                                        | Strijd voor het licht                     |
| 26                                        | Een potje op het vuur                     | 52                                        | Machoke-, Machoke-man!                    |
| F4                                        | Celebi, de stem van het woud              | S1                                        | De terugkeer van Mewtwo                   |

- s = speciale aflevering, f = film